# أحمد حاج محمد
أحمد حاج محمد هو لاعب كرة قدم سوري في مركز الوسط، ولد في 31 يناير 1987 في اللاذقية في سوريا. شارك مع منتخب سوريا لكرة القدم. أما مع النوادي، فقد لعب مع نادي الاتحاد ونادي السلام زغرتا ونادي السيب ونادي الصناعة ونادي حطين ونادي شباب الأردن.

## وصلات خارجية
- أحمد حاج محمد على موقع قاعدة بيانات كرة القدم.إي يو (الإنجليزية)
- أحمد حاج محمد على موقع ناشيونال فوتبول تيمز (الإنجليزية)
- أحمد حاج محمد على موقع Soccerway.com (الإنجليزية)